# Niemica (Fluss)
Die Niemica (deutsch: Nemitz-Bach) ist ein 27 km langer Zufluss des Świniec (deutsch: Schwenzer Bach) in der Woiwodschaft Westpommern im Powiat Kamieński in Polen und durchfließt die Greifenberger Ebene. Das gesamte Einzugsgebiet des Flusses Niemica ist 112,6 km² groß.

## Verlauf

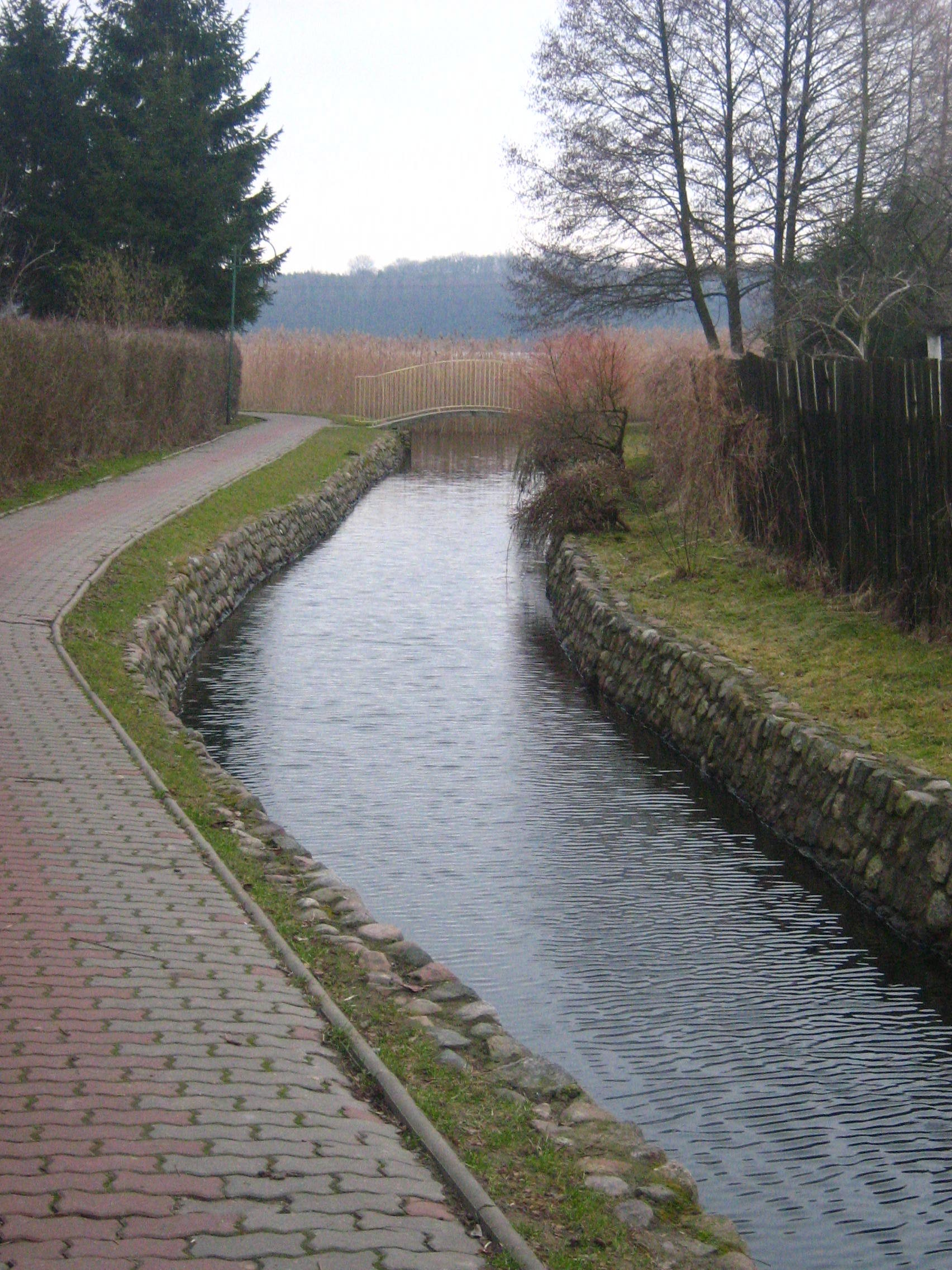
Niemica in Golczewo. Blick stromaufwärts. Gleich hinter der Fußgängerbrücke ist der Szczucze-See

Die Quelle der Niemica liegt südlich des Żabie-Sees (deutsch: Froschteich), nahe der stillgelegten Bahnlinie Nr. 420. Zunächst fließt er in südwestlicher Richtung zum Szczucze-See (deutscher Name: Obersee), nachdem er durch die am südöstlichen Ufer benachbarten Teiche geflossen ist. Der Bach fließt vom Nordufer des Szczucze-Sees durch Golczewo unter der Nationalstraße 108 hindurch und mündet nach ca. 250 m in den Okonie-See (deutscher Name: Untersee). Anschließend fließt die Niemica vom nordwestlichen Ufer des Okonie-Sees ab und schlängelt sich in nordwestlicher Richtung mit leichter Biegung nach Osten in Richtung des Dorfes Niemica (deutsch: Nemitz). Von Niemica strömt sie weiter nordwestlich durch das Dorf Szumiąca (deutsch: Königsmühl). Von Szumiąca fließt der kleine, hier mit einem Kanu befahrbare Fluss durch waldreiche Ufersäume in nordwestlicher Richtung. Nordwestlich von Borucin und südöstlich des Dorfes Grabowo in der Nähe von Kamień Pomorski (deutsch: Cammin „in Pommern“) vereinigt er sich mit dem Fluss Świniec (deutsch: Schwenzer Bach). Der Świniec fließt in Richtung Westen, wo er in den Zalew Kamieński (deutsch: Kaminer Haff) mündet.

## Ortschaften
- Golczewo (deutsch: Gülzow)
- Samlino (deutsch: Zemlin)
- Niemica (deutsch: Nemitz)
- Szumiąca (deutsch: Königsmühl)
- Mokrawica (deutsch: Mokratz)
- Borucin (deutsch: Marquardsmühl)

## Umwelt- und Naturschutz

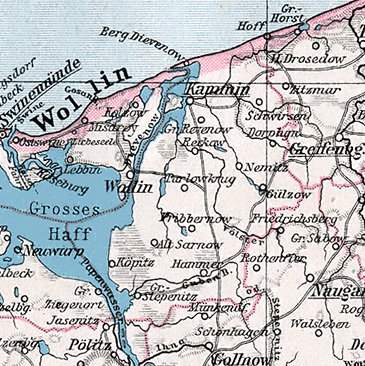
Gülzow östlich des Stettiner Haffs und südwestlich der Kleinstadt Greifenberg auf einer Landkarte von 1905

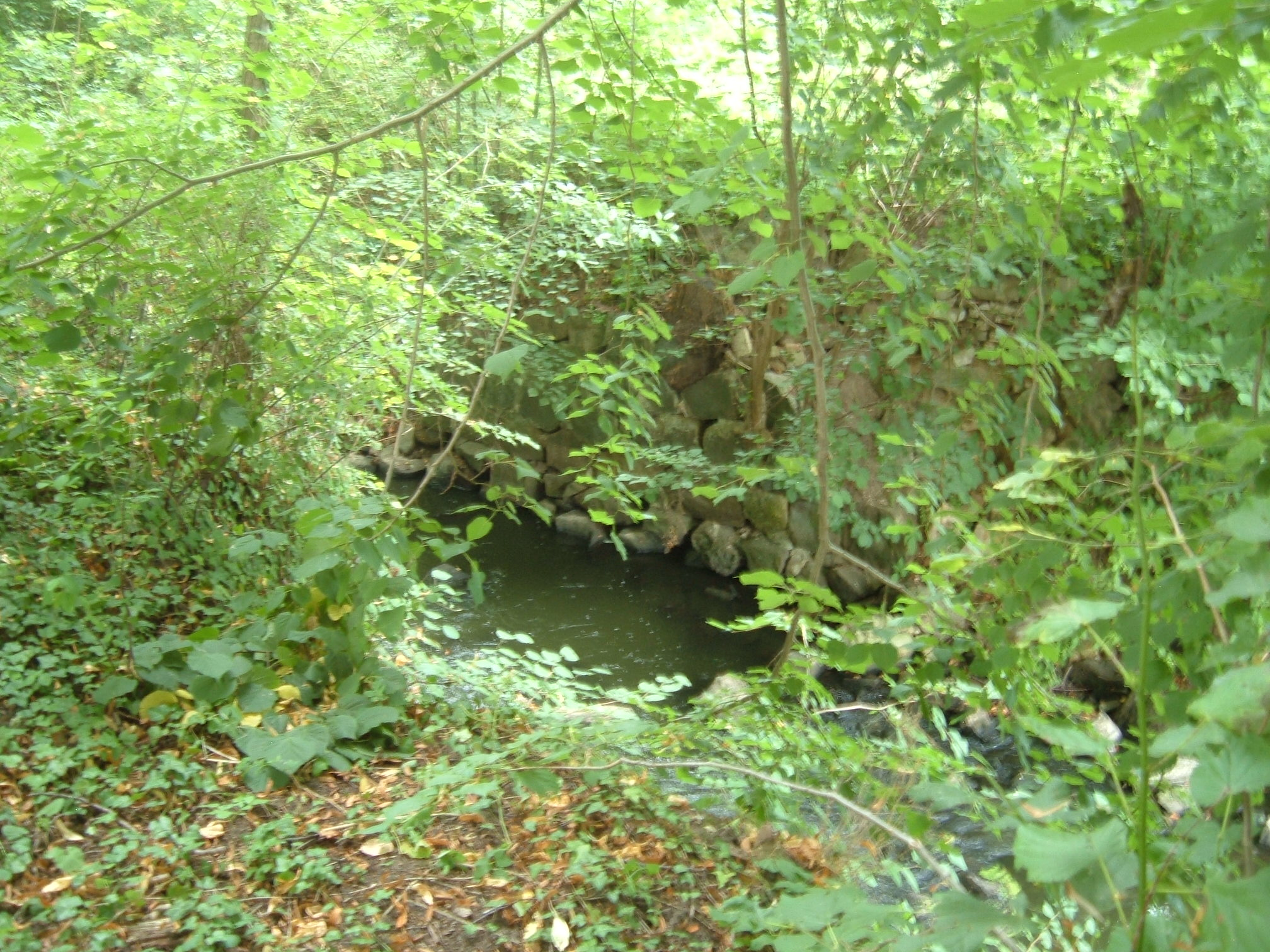
Bei Szumiąca am ehemaligen Brückenfundament am alten Verlauf der Hauptstraße

Nach den Daten der regionalen Wasserbehörde dominieren insbesondere Plötze und Flussbarsch die Gewässer der Niemica. Weitere Vorkommen von Arten im Fluss sind Schleie, Hecht, Quappe, Ukelei, Rotfeder, Güster und Gründling.
Im Jahr 2008 wurde eine Untersuchung der Wasserqualität der Niemica am Anfang der Mündung zum Świniec durchgeführt. Das Ergebnis der physikalischen und chemischen Komponenten lässt auf einen schlechten Zustand schließen.

## Tourismus
Der Fluss kann bis Szumiąca mit einem Kanu befahren werden.

## Geschichte
Am rechten Flussufer, an der Straße, die nach Benice (deutsch:Benz) führt, wurde 1958 ein Weiler aus der späten Bronzezeit oder der frühen Eisenzeit der Lausitzer Kultur entdeckt.
Der Name Niemica wurde offiziell im Jahr 1948 eingeführt, um den ehemaligen deutschen Namen Niemitz-Bach des Flusses zu ersetzen.